# Saša Ognenovski
Saša Ognenovski (in macedone Саша Огненовски?; Melbourne, 3 aprile 1979) è un ex calciatore australiano di origine macedone, di ruolo difensore.

## Carriera

### Club
Segna una rete l'11 dicembre 2010 nella partita Al-Wahda-Seongnam Ilhwa Chunma 1-4 del mondiale per club.
È stato eletto giocatore asiatico del 2010.

### Nazionale
Nella semifinale di Coppa d'Asia Australia-Uzbekistan segna il provvisorio 2-0 (il suo primo gol in nazionale).

## Palmarès

### Club
- AFC Champions League: 1

Seongnam: 2010

### Individuale
- Calciatore asiatico dell'anno: 1

2010